# Municipio de Cumming
El municipio de Cumming (en inglés: Cumming Township) es un municipio ubicado en el condado de Ogemaw en el estado estadounidense de Míchigan. En el año 2010 tenía una población de 698 habitantes y una densidad poblacional de 7,62 personas por km².

## Geografía
El municipio de Cumming se encuentra ubicado en las coordenadas 44°22′51″N 84°4′7″O / 44.38083, -84.06861. Según la Oficina del Censo de los Estados Unidos, el municipio tiene una superficie total de 91.6 km², de la cual 89,34 km² corresponden a tierra firme y (2,47 %) 2,27 km² es agua.

## Demografía
Según el censo de 2010, había 698 personas residiendo en el municipio de Cumming. La densidad de población era de 7,62 hab./km². De los 698 habitantes, el municipio de Cumming estaba compuesto por el 98,28 % blancos, el 1 % eran amerindios y el 0,72 % eran de una mezcla de razas. Del total de la población el 1,72 % eran hispanos o latinos de cualquier raza.